# 岡咲かすみ
岡咲 かすみ（おかざき かすみ、1988年2月7日 - ）は、日本のAV女優。マインズ所属。

## 略歴・人物
長野県出身。趣味はピアノ演奏。
2014年7月、マドンナ専属女優としてデビュー。

## 出演作品

### アダルトDVD
2014年
- 岡咲かすみ28歳 結婚直前に決意のAVデビュー（7月25日、マドンナ）
- 素敵な兄嫁 身代わりになった美尻妻（8月25日、マドンナ）
- 夫の上司に調教された人妻（9月25日、マドンナ）
- 生徒と保護者に毎日輪姦された女教師（10月25日、マドンナ）
- 近親相姦 母の剛毛（12月1日、ヴィーナス）
- 発情期の人妻（12月11日、MDMA）※「川奈杏沙」名義
- 夫の寝ている横で上司に抱かれた不貞妻 不倫セックスに抵抗できない剛毛淫乱マンコ快楽欲情セックス（12月13日、セレブの友）
- 娘と淫行 嫁に行って人妻になった娘と禁断の近親セックス 父と娘の背徳性交 かすみ26歳（12月14日、マザー）※「かすみ」名義

2015年
- 友人の妻はドスケベ家庭教師（1月1日、ヴィーナス）
- いいなり美人若妻の裸肉体の記録 密室素人若妻連れ込み性交遊戯 人妻淫行 岡咲かすみ 29歳（1月18日、マザー）
- パーティー会場から男を連れ出し公衆便所で即ズボする人妻たち（2月3日、ACE KILLER）他出演:阿部乃みく、月美弥生、浅見せり
- 非ヌキ系メンズエステ店でホットパンツからのハミパンにそそられてフル勃起していたら…（2月3日、ACE KILLER）他出演:AIKA、浅倉領花
- 露出不倫紀行（2月7日、山と空）
- 人妻たちの告白 精液を欲しがり自ら見世物になった女（2月25日、豊彦）※「筒井沙織」名義
- 顔出し!働く美女限定 マジックミラー号 街頭調査! 職場の同僚とMM号の中で2人っきり♥ 理性と性欲どちらが勝つのか!? 同じオフィスで働く男女に突然のSEX交渉!! 3 in池袋（3月5日、ディープス）※「りかこ」名義　他出演:あき、ともこ、さやか、えり、けいこ
- 先生の奥さん（3月13日、溜池ゴロー）
- 温泉レポートだけのはずが… 素人妻ほろ酔い温泉ダマし撮り! 露天で口説いて浮気SEX完全盗撮! CASE9（4月25日、ビッグモーカル）他出演:成田愛
- お隣夫婦に調教され性奴隷になった人妻（4月30日（レンタル）/5月2日（セル）、LEO）共演:波多野結衣
- 舞ワイフ 〜セレブ倶楽部〜 74（5月21日、AROUND）※「三浦翔子」名義　他出演:一ノ瀬由紀